# Peridroma majuscula
Peridroma majuscula är en fjärilsart som beskrevs av Adrian Hardy Haworth 1809. Peridroma majuscula ingår i släktet Peridroma och familjen nattflyn. Inga underarter finns listade i Catalogue of Life.